# Edward Chilufya
Edward Chilufya (ur. 17 września 1999 w Kasamie) – zambijski piłkarz grający na pozycji lewoskrzydłowego. Od 2023 jest zawodnikiem klubu BK Häcken, do którego jest wypożyczony z FC Midtjylland.

## Kariera klubowa
Swoją karierę piłkarską Chilufya rozpoczął w szwedzkim klubie Djurgårdens IF. 24 maja 2018 zadebiutował w jego barwach w pierwszej lidze szwedzkiej w zwycięskim 3:1 wyjazdowym meczu z IFK Göteborg. W 2018 roku zdobył z nim Puchar Szwecji, a w 2019 roku wywalczył mistrzostwo Szwecji.
W styczniu 2022 Chilufya przeszedł do duńskiego FC Midtjylland. Swój debiut w nim zaliczył 4 marca 2022 w wygranym 3:1 domowym meczu z Viborgiem. W sezonie 2021/2022 wywalczył z nim wicemistrzostwo Danii oraz zdobył Puchar Danii.
We wrześniu 2023 Chilufya został wypożyczony do BK Häcken. Swój debiut w nim zanotował 17 września 2023 w zwycięskim 3:2 domowym spotkaniu z Halmstads BK.
| Sezon   | Klub           | Kraj    | Rozgrywki   | Mecze | Bramki |
| ------- | -------------- | ------- | ----------- | ----- | ------ |
| 2018    | Djurgårdens IF | Szwecja | Allsvenskan | 8     | 0      |
| 2019    | Djurgårdens IF | Szwecja | Allsvenskan | 9     | 1      |
| 2020    | Djurgårdens IF | Szwecja | Allsvenskan | 16    | 2      |
| 2021    | Djurgårdens IF | Szwecja | Allsvenskan | 29    | 8      |
| 2021/22 | FC Midtjylland | Dania   | Superligaen | 13    | 3      |
| 2022/23 | FC Midtjylland | Dania   | Superligaen | 26    | 1      |
| 2023/24 | FC Midtjylland | Dania   | Superligaen | 3     | 0      |
| 2023    | BK Häcken      | Szwecja | Allsvenskan | 8     | 5      |

## Kariera reprezentacyjna
W reprezentacji Zambii Chilufya zadebiutował 9 października 2020 w przegranym 1:2 towarzyskim meczu z Kenią, rozegranym w Nairobi. W 2024 roku powołano go do kadry na Puchar Narodów Afryki 2023. Rozegrał w nim dwa mecze grupowe: z Tanzanią (1:1) i z Marokiem (0:1).